# Étaimpuis
Étaimpuis település Franciaországban, Seine-Maritime megyében. Lakosainak száma 861 fő (2022. január 1.). Étaimpuis Bosc-le-Hard, Bracquetuit, Fresnay-le-Long, Frichemesnil, Grigneuseville, La Houssaye-Béranger és Saint-Victor-l’Abbaye községekkel határos.

## Népesség
A település népességének változása:
| Lakosok száma | 743  | 770  | 795  | 805  | 804  | 827  | 838  | 850  | 861  |
|               | 2013 | 2015 | 2016 | 2017 | 2018 | 2019 | 2020 | 2021 | 2022 |